# Măcărești, Alba
Măcărești este un sat în comuna Ponor din județul Alba, Transilvania, România.
Biserica a fost construită din lemn și altarul din piatră la sfârșitul secolului al XIX-lea (1897) de preotul Nicolae Goșescu. În 1912, se reface turnul în timpul preotului Gheorghe Bîrlea. În 1974, altarul a fost reparat, iar biserica a fost electrificată. Apoi a fost împodobită cu cărți de slujbă prin grija preotului Bradea Victor. În anul 2012, luna iulie, ziua 22, a fost târnosită ca încununare a tuturor eforturilor și lucrărilor de renovare și consolidare realizate sub păstorirea preotului paroh Daniel Pașcanu. Târnosirea a fost săvârșită de un sobor de preoți in frunte cu Înaltpreasfințitul Părinte Irineu, Arhiepiscopul Alba-Iuliei. Jertfa nenumăratelor generații care au muncit și și-au dat viața pentru păstrarea credinței ortodoxe a  fost primită de Dumnezeu și încununată de târnosirea frumoasei biserici de la Măcărești.
 Acest articol despre o localitate din județul Alba este deocamdată un ciot. Puteți ajuta Wikipedia prin completarea lui.